# Ronsberg
Ronsberg là một đô thị ở Ostallgäu bang Bayern thuộc nước Đức.